# Niamh Fisher-Black
Niamh Fisher-Black (Nelson, 12 de agosto de 2000) é uma desportista neozelandesa que compete no ciclismo na modalidade de rota. O seu irmão Finn compete no mesmo desporto.
Ganhou uma medalha de ouro no Campeonato Mundial de Ciclismo em Estrada de 2022, na prova de rota sub-23.

## Medalheiro internacional
| Campeonato Mundial | Campeonato Mundial      | Campeonato Mundial | Campeonato Mundial |
| Ano                | Lugar                   | Medalha            | Competição         |
| ------------------ | ----------------------- | ------------------ | ------------------ |
| 2022               | Wollongong ( Austrália) | Medalha de ouro    | Estrada sub-23     |

## Palmarés
- 2020
  - Gravel and Tar La Femme
  - Campeonato da Nova Zelândia em Estrada

- 2022
  - Campeonato Mundial em Estrada sub-23